# Kalljordskrinum
Kalljordskrinum (Crinum ×powellii) är en hybrid emellan fönsterkrinum (C. moorei) och strimkrinum (C. bulbispermum). Den är något härdigare än föräldraarterna och kan odlas på friland i sydligaste Sverige.
Hybriden har fått sitt vetenskapliga hybridepitet efter Henry Powell (1864-1920) som bland annat var trädgårdsmästare i Kew Gardens i London.

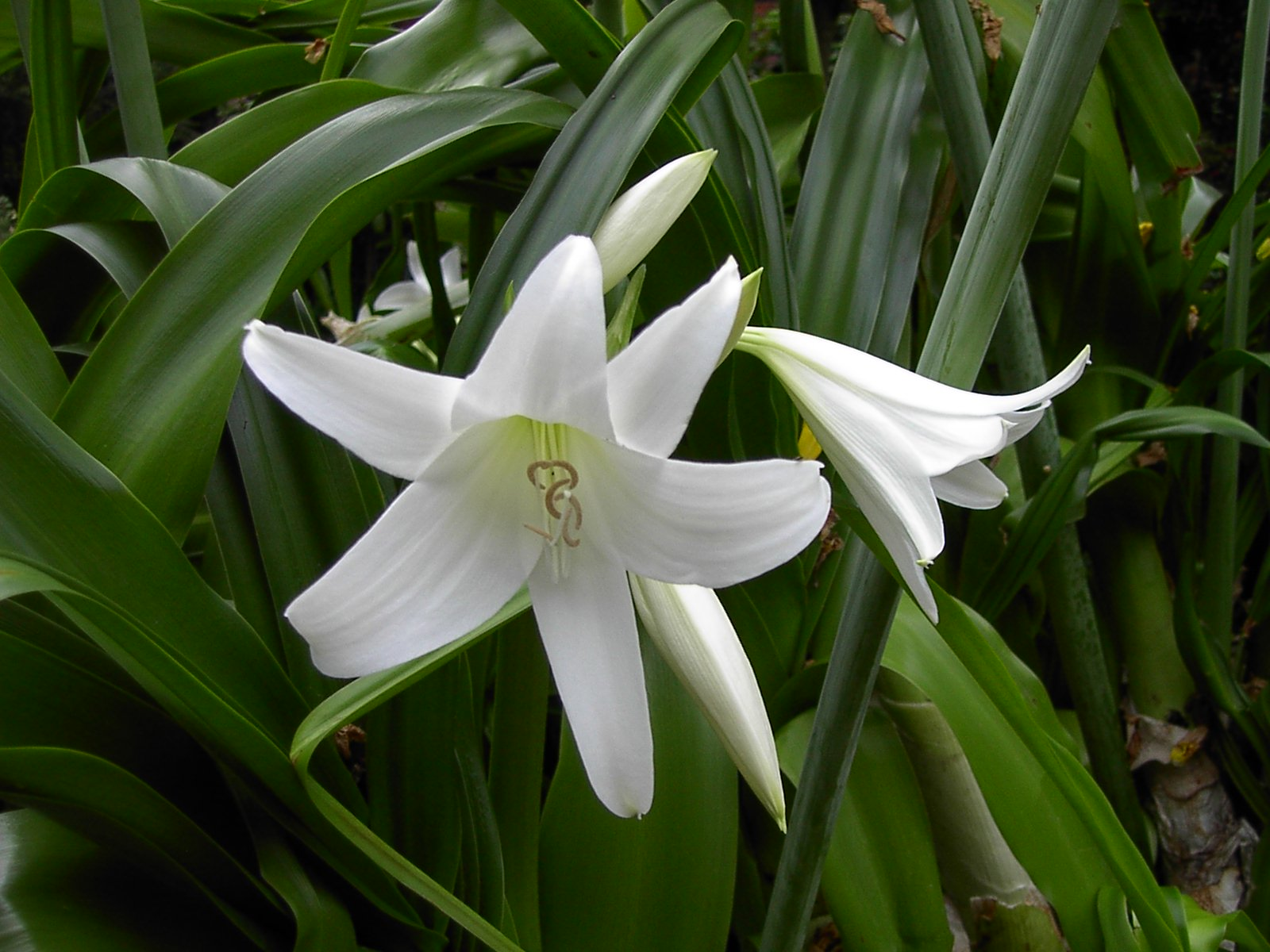
'Album'

## Sorter
Ett flertal kloner odlas av hybriden, dock vanligen utan sortnamn. Vitblommande kloner brukar omnämnas 'Album'.